# Challenger de Qingdao
El ZS-Sports China International Challenger es un torneo profesional de tenis. Pertenece al ATP Challenger Series. Se juega desde el año 2016 sobre pistas de polvo de ladrillo, en Qingdao, China.

## Palmarés

### Individuales
| Año  | Campeón          | Finalista             | Resultado     |
| ---- | ---------------- | --------------------- | ------------- |
| 2016 | Janko Tipsarević | Rubén Ramírez Hidalgo | 1–6, 7–5, 6–1 |
| 2017 | Janko Tipsarević | Oscar Otte            | 6–3, 7–6(9)   |

### Dobles
| Año  | Campeones                          | Finalistas              | Resultado           |
| ---- | ---------------------------------- | ----------------------- | ------------------- |
| 2016 | Danilo Petrović Tak Khunn Wang     | Gong Maoxin Zhang Ze    | 6–2, 4–6, [10–5]    |
| 2017 | Gero Kretschmer Alexander Satschko | Andreas Mies Oscar Otte | 2–6, 7–6(6), [10–3] |